# فيليب فورسبرغ
فيليب فورسبرغ (بالسويدية: Filip Forsberg)‏ هو لاعب هوكي الجليد سويدي، ولد في 13 أغسطس 1994 في Östervåla ‏ في السويد.

## وصلات خارجية
- فيليب فورسبرغ على موقع دوري الهوكي الوطني (الإنجليزية)
- فيليب فورسبرغ على موقع EliteProspects.com (الإنجليزية)
- فيليب فورسبرغ على موقع Eurohockey.com (الإنجليزية)
- فيليب فورسبرغ على موقع HockeyDB.com (الإنجليزية)
- فيليب فورسبرغ على موقع Hockey-Reference.com (الإنجليزية)